# 스페이스십원

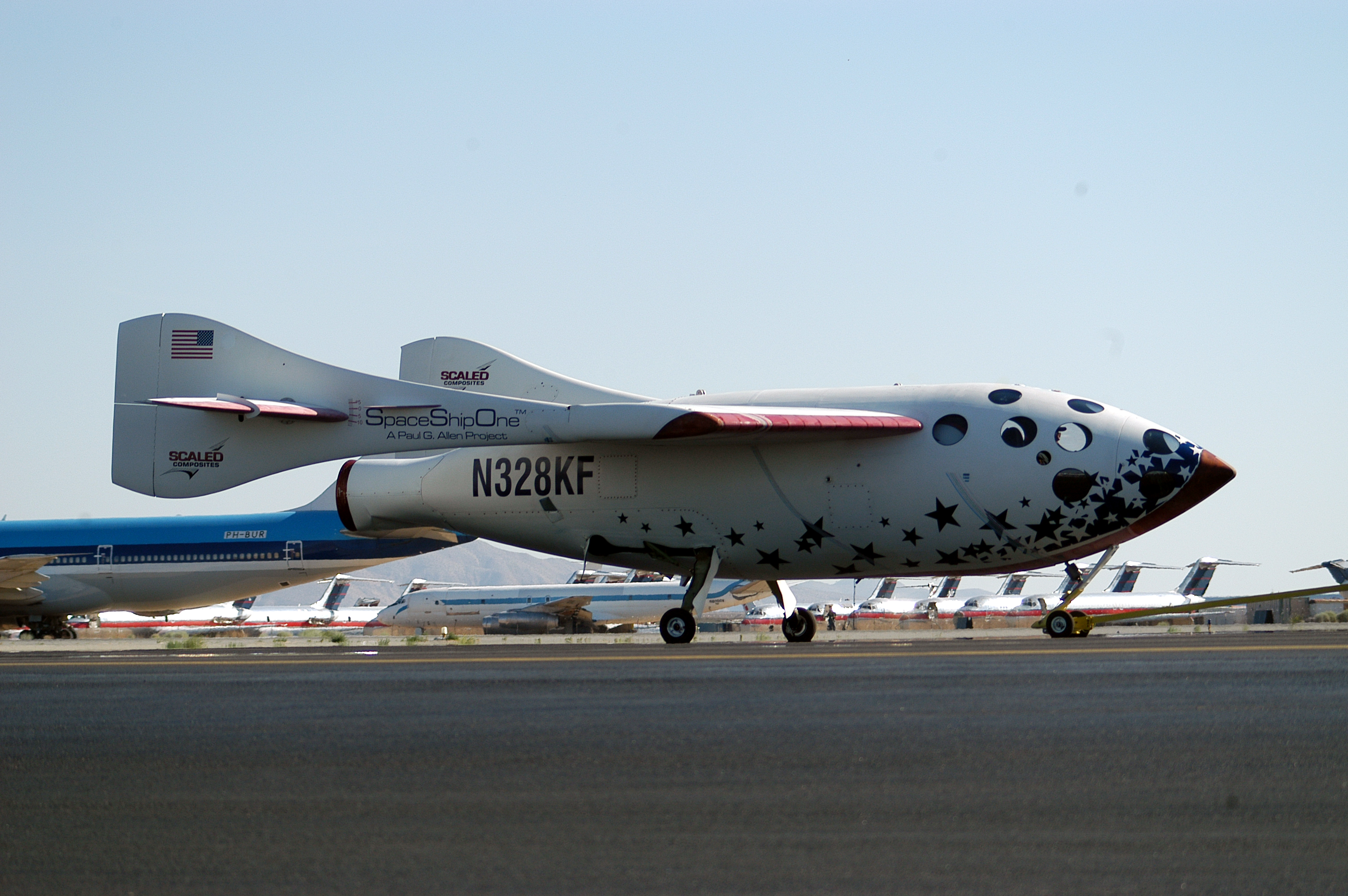
2004년 6월 21일, 우주 비행을 마치고 모하비 공항 및 우주항에 착륙한 스페이스십원

스페이스십원(영어: SpaceShipOne)은 스케일드 콤포지트사가 제작한 민간유인우주선이다.
마이크로소프트사의 공동창업자 폴 앨런의 후원하에 조종사 마이크 멜빌이 탑승하였고, 2004년 10월 4일 캘리포니아주 모하비사막의 에드워즈 공군기지에서 발사되었다. 최대 고도 111.64km까지 올라가 3분간 우주 공간에 머문 후 무사 귀환하였다. 고도 13.8km에 이르러 비행체와 분리된 스페이스십로켓은 삽시간에 속도 마하 3을 넘기며 수직 상승하여 80초만에 우주의 시작인 고도 1백km에 도달했다. 스페이스십원은 민간 제작우주선으로는 최초로 우주비행에 성공한 사례이다. 이 발사의 성공은 우주사업의 민간으로의 이전을 예견하며 커다란 관심을 불러일으켰다.
이 비행의 성공으로 '누구나 우주를 여행할 수 있다'라는 생각을 갖게 되었다. 스페이스십원의 성공 전까지 러시아 로켓으로 우주를 여행한 민간인 3명이 있었는데 이들은 2천만달러라는 거금을 여행경비로 지불해야만 했었다. 이 비행의 성공을 약 1억원 정도에 우주여행을 할 수 있게 만들어 줄 것으로 기대되었다.

## 관련 링크
- 스페이스십원의 사진[깨진 링크(과거 내용 찾기)]